# Lijst van paardenziekten
Paardenziekten zijn ziekten die kunnen voorkomen bij het paard. Hieronder volgt een lijst van paardenziekten.

## A
- Afrikaanse paardenpest

## C
- Cornage

## D
- Droes

## H
- Hoefbevangenheid

## K
- Koliek
- Kanker
- Kwade droes (malleus)

## L
- Laminitis
- Lethal White syndroom

## M
- Maanblindheid
- Maandagziekte
- Malleus
- Mok

## O
- Oedeem
- Osteochondrose

## P
- Paardeninfluenza

## R
- Rinopneumonie
- Rinovirus
- Rotstraal

## S
- Staart- en maneneczeem

- Schurft

## T
- Tetanus

## V
- Venezolaanse equïene encefalitis